# Histoire et Utopie
 (janvier 2023).
 (janvier 2023).
- Si vous ne connaissez pas le sujet, laissez ce bandeau (vous pouvez alors contacter les auteurs).
- Si vous supprimez le contenu mis en cause (vous pouvez préalablement contacter les auteurs),

argumentez précisément cette suppression dans la page de discussion
(un manque de référence n'est pas un argument ; une recherche réelle de référence doit avoir été effectuée, être formellement documentée).
Histoire et Utopie est un ouvrage d'Emil Cioran paru en 1960 qui analyse avec profondeur les vices et les vertus de l'utopie.
Cioran formule en premier l'hypothèse que l'homme est inapte à cohabiter avec ses semblables. Sa nature le pousse à faire le vide autour de lui, et la tolérance devient un effort à fournir pour vivre en société, mais qui est à l'origine d'un réel affaiblissement physique et psychologique de l'individu. D'où une nécessité de concevoir, d'inventer, à l'intérieur du temps, l'utopie qui viendrait consoler les plus malheureux "La perspective d'un nouvel avènement, la fièvre d'une attente essentielle, parousie dégradée, modernisée, dont surgissent ces systèmes, si chers aux déshérités". Ainsi selon Cioran une communauté ne peut subsister que dans la mesure où elle se crée des fictions, les entretient et s'y attache. L'utopie fournit des symboles qui guident les sociétés vers leur avenir. L'imagination permet alors de structurer le réel. L'utopie est ainsi une nécessité car elle nous fait nous pencher sur l'avenir, l'idée d'idéal crée la volonté de l'homme. 
En conclusion, Cioran ne présente non pas l'utopie comme un rêve inutile, mais plutôt comme moyen de développer de nouvelles perspectives. Mais Cioran révèle tout son pessimisme en affirmant finalement que l'utopie ne fait que déchaîner les énergies d'une collectivité. Tout essor, tout excès met la liberté en péril, et tout délire neuf s'achève en servitude.